# NGC 5903
NGC 5903 é uma galáxia elíptica (E2) localizada na direcção da constelação de Libra. Possui uma declinação de -24° 04' 06" e uma ascensão recta de 15 horas, 18 minutos e 36,5 segundos.
A galáxia NGC 5903 foi descoberta em 21 de Maio de 1784 por William Herschel.